# Головне управління розвідки Міністерства оборони України
Головне́ управлі́ння ро́звідки Міністе́рства оборо́ни Украї́ни (ГУР МОУ, в/ч А0515) — орган військової розвідки Міністерства оборони України, який здійснює розвідувальні функції у військовій, військово-політичній, військово-технічній, військово-економічній, інформаційній та екологічній сферах.

## Завдання ГУР МОУ
Відповідно до Закону України «Про розвідку» на Головне управління розвідки Міністерства оборони України покладаються такі завдання:
добування, аналітичне опрацювання та надання певним Законом України «Про розвідувальні органи України» органам державної влади розвідувальної інформації;
здійснення спеціальних заходів, спрямованих на підтримку національних інтересів та державної політики України в економічній, політичній, військовій, військово-технічній, екологічній та інформаційній сферах, зміцнення обороноздатності, економічного та науково-технічного розвитку, захисту та охорони державного кордону;
участь у боротьбі з тероризмом, міжнародною організованою злочинністю, незаконним обігом наркотичних засобів, незаконною торгівлею зброєю та технологією її виготовлення, незаконною міграцією у порядку, визначеному законом;
забезпечення безпеки функціонування установ України за кордоном, безпеки їхніх співробітників та членів їх сімей у країні перебування, а також відряджених осіб за межі України, які ознайомлені з даними, що містять державну таємницю;
вживання заходів протидії зовнішнім загрозам національній безпеці України, життю, здоров'ю її громадян та об'єктам державної власності за межами України.

## Історія створення
У лютому 1992 року, після проведення Всеукраїнської наради з питань військового будівництва, розпочалося формування Управління розвідки Головного штабу Збройних Сил України. Організаційне ядро частини складалося зі співробітників розвідувального управління штабу Київського військового округу. Початок формування Управління відбувався під керівництвом полковника Миколи Кузьміна. Першим начальником управління став полковник Анатолій Віданов, а з липня 1992 року — генерал-майор Володимир Легомінов, який до того очолював розвідку Прибалтійського військового округу.
Одночасно проходило формування організаційного ядра по створенню стратегічного компонента воєнної розвідки — Головного управління воєнної розвідки, яке відбувалося під керівництвом досвідченого офіцера-контррозвідника генерал-лейтенанта Олександра Скіпальського. 7 вересня 1992 року президент України Леонід Кравчук підписав Указ про створення Управління військової стратегічної розвідки Міністерства оборони України. Саме цей день є офіційною датою створення української воєнної розвідки.
Указом президента України від 6 липня 1993 року на базі Управління військової стратегічної розвідки Міністерства оборони й розвідувального управління Головного штабу Збройних Сил було сформоване Головне управління військової розвідки Міністерства оборони України. Першим начальником Головного управління був призначений генерал-лейтенант Олександр Скіпальський. 14 квітня 1994 року Указом президента України ГУВР МО було переформоване на Головне управління розвідки Міністерства оборони України (ГУР МО).

## Структура ГУР МО України
Структуру та граничну чисельність ГУР МО України, згідно статті 7 Закону України «Про розвідку», визначає Президент України.
- 10-й окремий загін спеціального призначення
- Спецпідрозділ «Тимура»[2]
  -  Підрозділ «Raven Group»[3]
  -  Підрозділ «Братство»[4]
  -  Підрозділ «Стугна»[5]
  -  Підрозділ «Химера»[6]
  -  Підрозділ «Art Division»[3]
  -  Підрозділ «Аратта»[7][8]
  -  Підрозділ «Юнгер»[9]
  -  Загін спеціальних дій «Nobody»[10]
  -  Підрозділ «1514»[3]
  -  Підрозділ «Вартові темряви»[11]
  -  2-й загін спеціальних дій імені Владислава Пелешенка[12]
  -  підрозділ активних дій «Корд»[13]
  -  6-й загін спеціальних дій[14]
  -  рота розвідувально-ударних безпілотних систем «First Line»[15]
  -  Підрозділ «Paragon Company»[16][3]
  -  «Black Winter Group»[17]
  -  Російський Добровольчий Корпус
  -  Сибірський батальйон
  -  Білоруський Добровольчий Корпус
- Підрозділ «Firebird»[18]
- Батальйон «Шаман»
- Спецпідрозділ «Kraken»
- Тактична група «Реванш»[19]
- Спецпідрозділ «Артан»
- Міжнародний легіон при ГУР МО України
- Спецпідрозділ Кабул 9
- Спецпідрозділ «Крила»
- 49-й навчальний центр розвідки
- Спецпідрозділ «Артан-Х»[20]

## Операції

### 1995. Боснія і Герцеговина
Офіцери ГУР МОУ у складі 240-го окремого спеціального батальйону брали участь у миротворчій місії ООН на території республік, які утворились внаслідок розпаду Югославії. Зокрема ― у Боснії і Герцеговині. Командував українським миротворчим контингентом у БіГ офіцер-розвідник Микола Верхогляд, Герой України. У миротворчій операції на території колишньої Югославії також брав участь офіцер-розвідник Віктор Гвоздь, який у 2008—2010 роках обійме посаду начальника ГУР МО України. Завдяки Верхогляду та українським миротворцям під час місії вдалось уникнути «другої Сребрениці» ― врятувати тисячі боснійців від знищення сербами в анклаві Жепа.

### 2003—2008. Ірак
У 2003—2008 роках військовослужбовці ГУР МО брали участь в українській миротворчій операції на території Іраку. Розвідувальний підрозділ діяв разом із 7-ю окремою механізованою бригадою ЗСУ у складі українського миротворчого контингенту. «Офіцери-розвідники набули безцінного досвіду під час виконання службових обов'язків в органах управління розвідкою багатонаціональних з'єднань та об'єднань».

### 2014. Російсько-українська війна
26 травня 2014 відбувся перший бій за Донецький аеропорт, в якому взяли участь бійці 10-го загону і 3-го полку спецпризначення.
17 червня 2014 року розвідувальна група 8-го окремого полку спеціального призначення під командуванням старшого лейтенанта Євгенія Зеленського отримала завдання визволити з полону бійців батальйону «Айдар», які утримувались проросійськими бойовиками у місті Щастя Луганської області. До спецоперації були залучені 5 розвідників. Групі Є. Зеленського вдалося виконати завдання, але на шляху до лінії розмежування групу виявили і відкрили вогонь. Прикриваючи особовий склад, розвідник Є. Зеленський отримав важкі поранення і пізніше помер у госпіталі. За мужність і героїзм був нагороджений «Золотою Зіркою» Героя України.
28 липня 2014 року 3-й полк спеціального призначення вирушив на пошук збитих пілотів Су-25, пошукова команда складалася з двох груп по 9 осіб та по одному водію «Урала» в кожній. Групи вийшли на околиці села Латишевого і там через зраду місцевого мешканця розташування груп було викрите. До їхнього розташування вирушила потужна група бойовиків. У цьому бою загинули 10 бійців, ще 5 потрапили в полон і лише 4 змогли вийти до своїх.

### 2015—2021. Афганістан ― миротворча місія
Військовослужбовці ГУР МО України у складі українського контингенту брали участь у місії НАТО в Арабській Республіці Афганістан. Тренувально-дорадча місія мала назву «Рішуча підтримка».
За даними автора статті на порталі «Мілітарний», участь у миротворчій місії українських розвідників дозволила «створити агентурні позиції — що в подальшому полегшило проведення операції з евакуації. Афганістан не був незнайомою країною для співробітників ГУР МО, вони і до 2021 року знаходились в країні».

### 2016.Кримський рейд
Спецоперація тривала з 6 по 8 серпня 2016 року. Група у складі 5 спецпризначенців, яку очолював нинішній начальник ГУР МО України Кирило Буданов, висадилась на західному узбережжі окупованого Росією півострова Крим. Мета висадки полягала у доставці озброєння та вибухових засобів до спеціально підготовленого місця поблизу російських військових об'єктів, які Росія могла використовувати в разі початку повномасштабної агресії проти України. Залишене на окупованому півострові озброєння призначалося для українських диверсійно-розвідувальних груп, які приховано діяли в Криму. За задумом, у разі початку повномасштабного вторгнення Росії в Україну, українська агентура мала використати закладене озброєння для вчинення диверсій на військових об'єктах Росії. У ході спецоперації група Кирила Буданова була викрита через затримання російською стороною українського агента, який передавав інформацію. Однак він встиг попередити українських спецпризначенців про загрозу. Співробітники ФСБ РФ прибули на місце, куди мала дістатись група українських розвідників для закладання озброєння, однак натомість самі представники ФСБ потрапили у засідку. За інформацією ГУР МО України, група Кирила Буданова вступила в бій з ворожими спецслужбовцями, в ході якого вдалося ліквідували полковника ФСБ Романа Каменєва та єфрейтора Семена Сичова. Ще кілька співробітників ФСБ зазнали поранень. Група Кирила Буданова покинула півострів без втрат.

### 2021. Афганістан ― евакуація

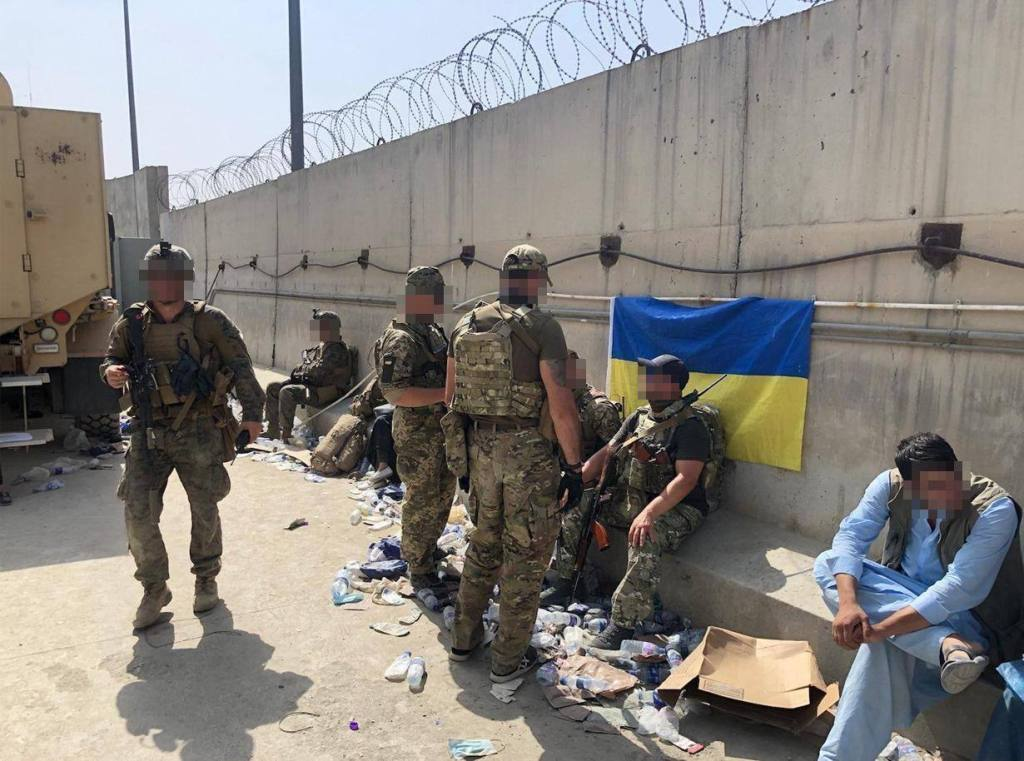
Оператори ГУР МО у аеропорту Кабулу. 21 серпня 2021.

18 серпня 2021 року з військового сектору аеропорту Бориспіль до Кабула з місією по евакуації громадян України та іноземців вилетів військово-транспортний літак Іл-76МД 25-ї бригади транспортної авіації ПС ЗСУ з підрозділом ГУР МО на борту. Всього літаки бригади виконали шість рейсів та вивезли більше 700 громадян різних країн. Спецпризначенці по три рази на день виходили у Кабул, щоб знайти та завезти громадян які підлягали евакуації у аеропорт Кабулу.
Канадські ЗМІ розповіли деталі спецоперації, яку провели спецпризначенці ГУР МО України у Кабулі. У серпні 2021 року, коли сталося так зване падіння Кабулу і столиця Афганістану була окупована бойовиками Талібану, місто опинилося в хаосі. Евакуація українських та іноземних громадян була майже паралізована через те, що частину Міжнародного аеропорту Кабул зайняли таліби.
Як розповів журналістам один зі спецпризначенців, залучений до спецоперації в Кабулі, літак зі спецназом ГУР МО України прибув у Кабул 16 серпня для евакуації людей згідно зі списками, які передало Міністерство закордонних справ. У пріоритеті були громадяни України та члени їхніх сімей. Далі — ті, у кого є дозвіл на постійне або тимчасове проживання в Україні та члени їхніх сімей. Під час роботи українських спецпризначенців надійшов запит від канадського уряду до України з проханням допомогти евакуювати з Кабулу також афганських перекладачів, які співпрацювали з канадською армією. Київ відгукнувся на прохання протягом доби.
Останній український евакуаційний літак у супроводі спецпризначенців ГУР МО прибув до Києва з Кабулу 28 серпня. Загалом в ході спецоперації вдалося евакуювати близько семисот людей: українців, канадців, громадяни інших країн, в тому числі журналістів, перекладачів, співробітників недержавних організацій.

### 2022. Повномасштабне російське вторгнення в Україну
На початку повномасштабної війни 10-й загін ГУР зустрів ворога у Гостомелі, де завадив ворогу створити плацдарм для захоплення Києва. Пізніше підрозділи ГУР брали участь у штурмі та зачистці міста та вели активні бої за Київську область, де проводили диверсійні, розвідувальні і корегувальні операції, визволяли Бучу, Ірпінь, Мощун, Ворзель та інші населені пункти.
У березні 2022 року Головне управління розвідки допомагало організовувати вертолітні рейди на «Азовсталь». Усього було 7 рейсів, у яких задіяли близько 16 вертольотів Мі-8 армійської авіації. Вдалося евакуювати 64 поранених, десантувати на підкріплення захисників Маріуполя 72 добровольців та доставити 30 тонн вантажу. Під час операції через щільний зенітний вогонь противника було втрачено 3 борти, однак завдання було виконане.

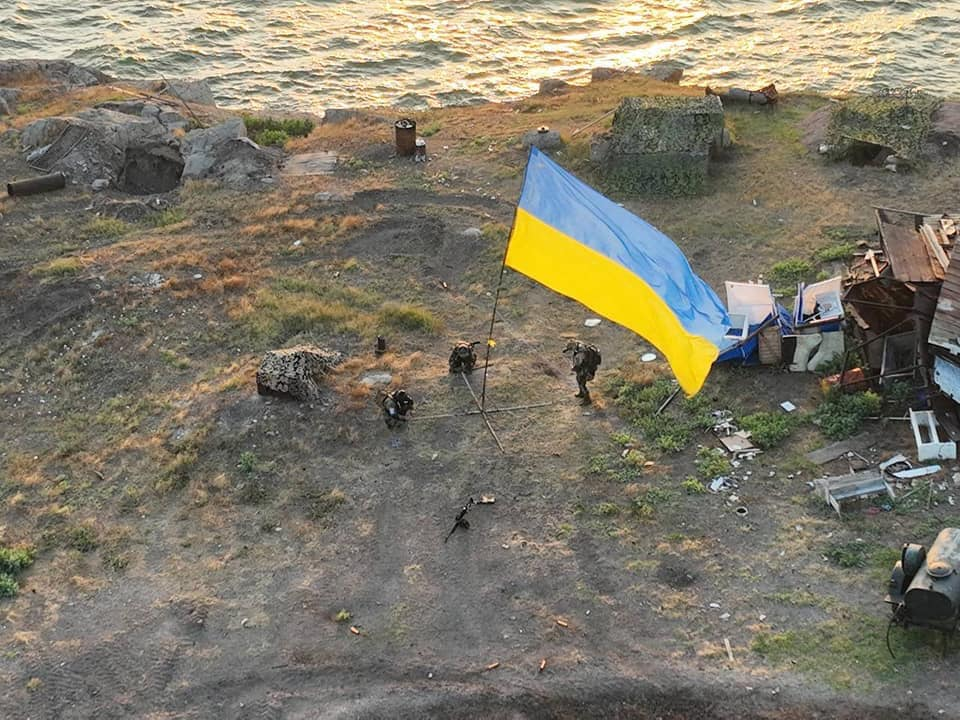
Звільнення острова Зміїний. 7 липня 2022.

Спецпризначенці ГУР брали участь у боях за острів Зміїний, а саме у десантній операції спільній з ЦСО «Альфа» СБУ.[джерело?]
У боях за Харківщину і у харківському контрнаступі за участю полка ГУР «Kraken» з березня по вересень 2022 року. Сили оборони України звільнили 25 населених пунктів Харківщини та один в Луганській області.
Згодом спецпідрозділи ГУР брали участь в оборонних боях за Соледар та Бахмут.
У ніч з 23 на 24 січня 2023 року бійці ГУР провели розвідувальний рейд у район Нової Каховки, форсувавши Дніпро на моторних човнах. За допомогою місцевих партизанів і технічних засобів, бійці виявили передовий пункт управління противника. Вступивши у бій з ворогом, розвідники гранатометними пострілами знищили будинок, у якому був ворожий командний пункт. Сприйнявши висадку за спробу прориву лінії оборони, росіяни залучили бойові резерви: підрозділ сил спеціальних операцій, авіацію та бронетехніку. Під час бою було знищено 12 окупантів, БТР 82А та захоплено полоненого. Виконавши завдання, група розвідників повернулась на правий берег Дніпра.
9 серпня 2023 року представники ГУР успішно завершили виконання операції «Синиця». Російський пілот Максим Кузьмінов перегнав із аеродрома курська на українську територію транспортно-штурмовий вертоліт Мі-8 АМТШ Повітряно-космічних сил Російської Федерації з вантажем деталей до винищувачів Су-27 і Су-30.
У серпні 2023 року розвідувальна група ГУР МО України під командуванням Олега Бабія скрито подолала відстань в 600 км у тил противника, щоби виконати спеціальне бойове завдання — зупинити терористичні авіаційні бомбардування росіянами мирних українських міст. Українські розвідники на військовому аеродромі Сольці в Новгородській області знищили російський бомбардувальник ТУ-22М3 та вивели з ладу ще два борти. Повертаючись на підконтрольну Україні територію, розвідувальна група потрапила у засідку та вступила в нерівний бій з російськими військами. У бою 30 серпня 2023 року, прикриваючи відхід своїх бойових побратимів, Олег Бабій зазнав смертельного поранення та загинув. Посмертно Олег Бабій нагороджений званням Героя України з присвоєнням ордену «Золота зірка».
У серпні — вересні 2023 року спецпризначенці ГУР тричі намагалися висадитися на лівий берег Дніпра, щоб створити плацдарм для визволення окупованого Енергодару та Запорізької АЕС. Однак бійцям не вдалося закріпитися, довелось відступити. Начальник ГУР МО України Кирило Буданов вважає, що успіху цих трьох операцій завадили як управлінські, так і виконавчі недоліки. Але в результаті рейдів, росіяни так і не наважилися під'єднати Запорізьку АЕС до своєї енергосистеми, так що хоч частково результату було досягнуто.
У серпні 2023 року Сили безпеки й оборони України, у тому числі бійці ГУР із спецпідрозділу «Шамана» створили тактичний плацдарм в районі населених пунктів Кринки й Козачі Лагері на Дніпрі, у його нижній течії на лівому березі Херсонської області. Згодом його розширили, наситили військами морської піхоти, відтак масштаб і значення наростили до оперативного. Операція стали для росіян несподіваним ударом, внаслідок якого вони понесли серйозні втрати. Плацдарм утримували майже рік — до літа 2024 року.
На початку вересня 2023 року розвідники спецпідрозділу «Артан» ГУР МО України провели операцію і звільнили так звані «вишки Бойка» — бурові газовидобувні платформи на шельфі Чорного моря між островом Зміїний і західним узбережжям Криму, захоплені росіянами ще у березні 2014 року, зокрема був повернутий контроль над буровими платформами «Петро Годовалець» та «Україна», а також самопідіймальними буровими установками «Таврида» і «Сиваш». Під час проведення операції спецпризначенцям вдалося захопити трофеї: запас вертолітних боєприпасів типу НАР (некерованих авіаційних ракет) та знищити РЛС «Нева», що відстежувала рух суден у Чорному морі.
2 жовтня 2023 року ГУР оголосив про вдале завершення спецоперації «Бариня», внаслідок якої на український бік перейшов лейтенант, кадровий військовий РФ Данило Алфьоров, який з червня 2023 року активно співпрацював із Силами безпеки й оборони України. Алфьоров переконав здатися в полон 11 військовослужбовців РФ. Паралельно ГУР спільно з МВС завершили операцію «Прапор». Виходячи на українську територію, Данило Алфьоров вивів із окупованої території двох українських військовослужбовців десантно-штурмових військ які знаходились на окупованих територіях рік та 7 місяців.
14 січня 2024 року, внаслідок спільної успішної операції ГУР МО України та Повітряних сил ЗСУ, було знищено російський літак дальнього радіолокаційного виявлення А-50У.[джерело?]
19 квітня 2024 року за подібним сценарієм на дальності 308 км від місця пуску зенітної ракети було знищено російський стратегічний бомбардувальник Ту-22М3.
У лютому 2024 року спецпризначенці ГУР МО з іншими частинами тиждень утримували коридор при виході українських військ з Авдіївки.
У травні 2024 року спеціальні підрозділи ГУР «Kraken», «Артан» та бійці Міжнародного Легіону брали активну участь в оборонних боях за Часів Яр. Вони знищили кілька десятків одиниць ворожої техніки та значну кількість живої сили противника. Часів Яр залишився під українським контролем.
Бійці групи «Стугна» спецпідрозділу Тимура ГУР МО України проявили героїзм у вуличних боях за Вовчанськ на Харківщині.
17 квітня 2024 року спецпризначенці ГУР за допомогою БПЛА атакували 590 окремий радіотехнічний вузол військової частини 84680, який розташований у російському місті Ковилкіно (Мордовія). Було знищено загоризонтний радіолокатор 29Б6 «Контейнер» із дальністю виявлення 3 000 км та висотою виявлення 100 км. Відстань від кордону України до місця ураження становить близько 680 км.
У ніч на 24 квітня 2024 року дрони ГУР атакували Новолипецький металургійний комбінат у російському місті Липецьк.
27 травня 2024 року дрон ГУР встановив рекорд дальності польоту й атакував загоризонтну радіолокаційну станцію у РФ на відстані понад 1800 км. Була вражена РЛС «Воронеж М» у місті Орську Оренбурзької області РФ.
8 червня 2024 року на території аеродрому «Ахтубінськ» в Астраханській області РФ, розташованому за 589 км від лінії бойового зіткнення, уражено Су-57, російський найсучасніший багатоцільовий винищувач, інший літак такого класу пошкоджено. Це перший випадок ураження Су-57 в історії.
Вперше морський безпілотний апарат «Magura» було представлено на виставці «International Defence Industry Fair» (IDEF), яка проходила з 25 до 28 липня 2023 року в Стамбулі (Туреччина).
Першою ціллю морських безпілотників ГУР 24 травня 2024 року став російський розвідувальний корабель «Іван Хурс», атакований трьома дронами за 140 км на північний схід від протоки Босфор.
1 серпня 2023 року було підбито корабель проєкту 22160 «Сергій Котов» за 340 км від Севастополя.
10 листопада 2023 року, внаслідок операції української розвідки у Криму, затонули два російських катери: один корабель більш давнього проєкту 1176 «Акула», інший новіший — проєкту 11770 «Серна».
1 лютого 2024 року шість безпілотників «Magura V5» атакували російський ракетний катер «Івановець», внаслідок чого він затонув, загинули всі члени екіпажу (приблизно 40 осіб). Також було знищено декілька десантних катерів біля Чорноморського.
14 лютого 2024 року потоплено великий десантний корабель «Цезарь Куніков» поблизу Алупки.
5 березня 2024 року спецпідрозділ ГУР «Group 13» потопив патрульний корабель Чорноморського флоту РФ «Сергій Котов».
23 березня 2024 року, в тимчасово окупованому Криму, атакований 13-й судноремонтний завод ЧФ РФ у Севастополі, де, серед іншого, був пришвартований великий десантний корабель «Ямал», який отримав критичні ураження.
6 травня 2024 року у Вузькій бухті підрозділ ГУР МО України «Group 13» за допомогою ударного морського дрона «Magura V5» знищив російський швидкісний патрульний катер проекту 12150 «Манґуст».
30 травня 2024 року спецпризначенці «Group 13» за допомогою ударних морських дронів «Magura V5» знищили два російські катери прикордонного управління ФСБ РФ типу КС-701 «Тунець» та уразили ще два судна такого ж типу.
6 червня 2024 року спецпідрозділ 9-го департаменту ГУР біля берегів окупованого Криму завдав удару по російському рейдовому буксиру проєкту 498 «Сатурн» або «Протей».
31 грудня 2024 року завдяки морському дрону «Magura V5» спецпризначенці ГУР МО України вперше у світі знищили повітряну ціль ― два російські гелікоптери Мі-8.
2 травня 2025 року, вперше у світі, спецпідрозділом ГУР МО України у взаємодії з СБУ та Силами оборони України у Чорному морі, знищений за допомогою ракети запущеної з безпілотної морської платформи «Magura V7» російський бойовий літак Су-30. Удар відбувся в акваторії порту Новоросійськ.

## Керівництво

### Керівники
- 16.10.1992—09.06.1997: генерал-лейтенант Скіпальський Олександр Олександрович
- 09.06.1997—29.09.2000: генерал-полковник Смешко Ігор Петрович
- 29.09.2000—13.03.2003: генерал-полковник Палій Віктор Миколайович
- 13.03.2003—17.01.2008: полковник Галака Олександр Іванович
- 17.01.2008—17.08.2010: генерал-лейтенант Гвоздь Віктор Іванович

* 17.08.2010—03.03.2014: генерал-полковник Гмиза Сергій Олександрович
- 03.03.2014—03.03.2015: генерал-майор Павлов Юрій Анатолійович[81]
- 03.03.2015—15.10.2016: генерал-лейтенант Кондратюк Валерій Віталійович[82]
- 15.10.2016—05.08.2020: генерал-полковник Бурба Василь Васильович[83][84]
- з 05.08.2020: генерал-лейтенант Буданов Кирило Олексійович[85][86]

## Оснащення
На озброєнні у ГУР перебувають:
- пістолет кулемет B&T APC45;
- барабанні гранатомети: RGP-40 та Milkor MGL;
- ручний гранатомет М320;
- автомати Калашникова як під 5,45 так і під 7,62, Вулкан (Малюк), FN SCAR L та H, CZ Bren 2, М16, M4;
- снайперські гвинтівки: DT SRS, Barrett M82, Arctic Warfare, UAR-10;
- кулемети: ПКМ, M240, M249;
- пістолет Glock-17;
- ББМ: BATT UMG, Roshel Senator, Alvis 4, HMMWV, Oncilla, Козак-5, також ще у 2016 році була новина про закупку баггі Пегас-2.[87][88]
- САУ 2С22 «Богдана»[89]
- БНА: Magura

У ГУР МО є і своя авіація, судячи з офіційних повідомлень, на озброєнні розвідки є Мі-24 та S-70A, окрім цього була інформація про передачу ГУР двох комплексів Bayraktar TB2. 22 лютого 2023 року на сайті ГУР МО було опубліковано пресреліз щодо застосування авіації воєнної розвідки, у якому зокрема було вміщено фото гелікоптера Sikorsky UH-60A Black Hawk.

## Традиції

### Назва
ГУР має простонародну назву «острів», що пов'язано з розташуванням управління на Рибальському острові.

### Символіка
У жовтні 2016 року під час представлення нового керівника Управління широкому загалу був також представлений нарукавний знак (у відкритих джерелах зазвичай позначається як емблема) воєнної розвідки України — сова, що тримає меча над мапою Росії, та гасло воєнної розвідки «Sapiens dominabitur astris» («Мудрий пануватиме над зірками»). Ця емблема та гасло є алюзією на емблему воєнної розвідки Росії (на якій зображений кажан; для сов, як відомо, кажан є здобиччю) та її гасло «Выше нас только звезды» («Вище нас тільки зірки»). Нові емблема та гасло викликали істерію в російських владних колах.
Згідно Наказу Міністерства оборони України від 25.01.24 № 53 «Про затвердження змін до Наказу № 606», офіційно затверджено дизайн нарукавної емблеми для форменого одягу військовослужбовців Головного управління розвідки Міністерства оборони України — білий тризуб на чорному тлі.
Нарукавний знак ГУР МО України виконаний у формі загальновійськового гербового щита. Тризубу надано об'єму — його окремі грані перебувають у тіні, що символізує специфіку роботи українських воєнних розвідників, спрямовану на захист національних інтересів держави.

### Професійне свято
День воєнної розвідки України відзначають 7 вересня. Цей день був встановлений 7 вересня 2022 року президентом України Володимиром Зеленським.

## Втрати
- 30 серпня 2023 — Бабій Олег Іванович, полковник (посмертно). Знищив стратегічний бомбардувальник Ту-22М на авіабазі Сольці, загинув при виході.[50]
- Крупський Володимир (1992—2024) — військовослужбовець підрозділу Головного управління розвідки Міністерства оборони України «Химера»[99][100][101]
- 8 квітня 2025 — Житній Євгеній Дмитрович, солдат, розвідник групи. 09.10.1993 р.н. Загинув в районі села Кіндрашівка Куп'янського району Харківської області.[102]

## Вшанування
Найвищими державними нагородами відзначені:
- Бабій Олег Іванович — полковник (посмертно). Герой України (посмертно).[50]